# Château de Hasištejn
Le château de Hasištejn (en allemand : Hassenstein) est situé dans la partie bohémienne des monts Métallifères, à une altitude de 627 m surplombant la ville de Místo  dans le district de Komotau. C’est l’un des plus anciens châteaux des Monts Métallifères.

## Histoire
Le château a été construit au début du XIV, probablement en 1320.  Une forteresse se dressait sur ce site pour protéger la route commerciale de Zwickau à Kaaden et le royaume de Bohême. En 1348, le château est entré en possession des seigneurs de Schönburg.
Le château est abandonné dès 1634 et tombe en ruine. En 1891, le propriétaire Emanuel Karsch fait effectuer d’importants travaux de sécurité et de rénovation. Son fils du même nom poursuit également les travaux de préservation des ruines

## Personnalités
- Bohuslav Lobkowicz von Hassenstein (né en 1461 ; † 1510 à Hassenstein), humaniste qui a fait du château un centre culturel de l’Europe et y possédait la plus grande bibliothèque privée de Bohême, qui a également été utilisée par Luther et Melanchthon.
- Johann Wolfgang von Goethe a visité les ruines le 9 septembre 1810 lors de son séjour au château d’Eisenberg et les a dessinées. En 1831, il se souvient de cet agréable séjour dans son journal. Pour commémorer sa visite Une plaque commémore cette visite.

## Propriétaire
- 1348–1392 Friedrich von Schönburg († vers 1364), à partir de 1351 avec Bernhard von Schönburg († 1392)
- 1392-1394 Roi Venceslas IV
- 1394–1396 Fritzko (Friedrich) von Schönburg
- 1412–1418 Heinrich X von Plauen auf Petschau und Königswart, Reichspfleger in Eger
- 1418-1435 Nikolaus Chudy von Lobkowicz
- 1435-1462 Nicolas II de Hassenstein-Lobkowicz
- De 1462 à 1600, ses fils Jean, Nicolas III, Iaroslav Ier et Bohuslav continuèrent alors dans la famille
- 1606–1622 Leonhard Stampach von Stampach
- 1623–1840 Comte palatin Jaroslav Borsita Comte de Martinitz et ses descendants
- 1840–1880 Karl Friedrich Otto Graf Wolkenstein-Trostburg et ses descendants
- 1880–1891 Franz Preidl Edler von Hassenbrunn
- 1891-1945 : son petit-fils Emanuel Karsch l’Ancien et sa descendance
- à partir de 1945 propriété d'État

### Source
- (de) Cet article est partiellement ou en totalité issu de l’article de Wikipédia en allemand intitulé « Burg Hasištejn » (voir la liste des auteurs).